# Jason Arnold

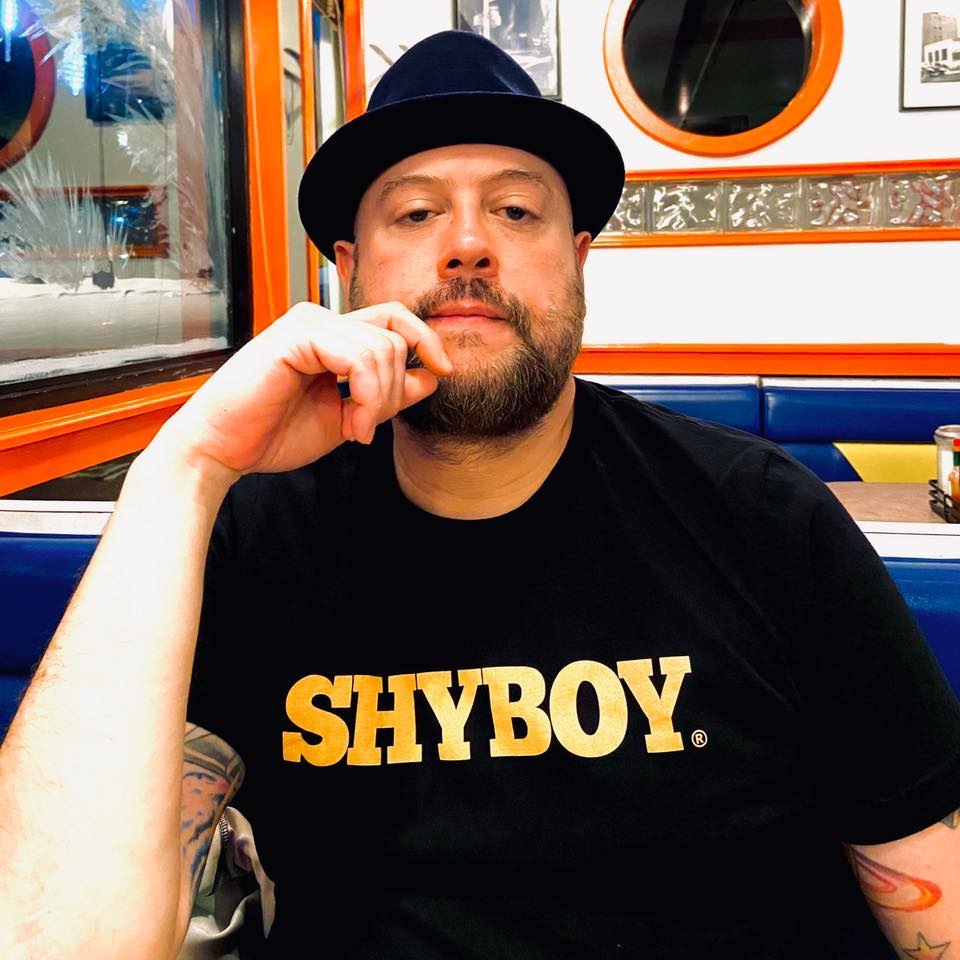
ShyBoy, 2020

Jason Arnold, bekannt unter seinem Bühnennamen ShyBoy ist ein US-amerikanischer Sänger, Musikproduzent und DJ. Im Jahr 2017 wurde er von den Lesern der LA Weekly in einer Leserumfrage zum besten Solomusiker gewählt. Gemeinsam mit Künstlern wie Amanda Palmer, Flo Rida und Meiko spielte er bereits Konzerte in Nordamerika und Europa. Seine Musik wurde bereits in diversen Fernsehserien eingespielt wie RuPaul’s Drag Race, Der Denver-Clan, America’s Next Top Model sowie für das Videospiel Devil May Cry bzw. einer Vorschau für Halloween.
ShyBoy arbeitete mit verschiedenen Musikern und Liedtextern wie RuPaul, Slimkid3 von The Pharcyde, Wendy Waldman, Bryan Fuller, Darude und Allee Willis. ShyBoy und Mark Nubar Donikian gründeten im Jahr 1999 die Alternative-Rock-Band Hypnogaja sowie das Independent-Label The Spaceman Agency in Los Angeles.

## Musikalischer Werdegang

### Als DJ
ShyBoy produzierte Remixversionen für verschiedenste Künstler wie RuPaul, Donna Summer oder Whitney Houston. Er sang zudem in seiner Remixversion des Stückes Where Does the Time Go? von Julia Fordham, welches im Jahr 2016 auf dem Remixalbum Mixed, Shaken & Stirred herausgebracht wurde.
Er ist ein stetig wiederkehrender Sänger und Mashup-DJ auf der Bootie Club Night, einer jährlich stattfindenden Veranstaltung in Los Angeles, San Francisco, Seattle und New York City. Gemeinsam mit Musikerkollege Mark Nubar Donikian startete ShyBoy die Veranstaltungen MaDonna Summer, Britney Houston und Rihyoncé, Tributparties für Donna Summer, Madonna, Britney Spears, Whitney Houston, Rihanna und Beyoncé.
Am 20. Februar 2020 trat ShyBoy als DJ auf der Premierenparty des Musical-Revivals West Side Story am Broadway in New York City auf.

### Hypnogaja und Warningfield
ShyBoy begann seine musikalische Karriere als Sänger der Alternative-Rock-Band Hypnogaja, wo er alle Alben der Gruppe mitproduzierte und teilweise am Schreibprozess beteiligt war. Im Jahr 2010 erhielt er eine Auszeichnung als bester Sänger bei den Hollywood Music in Media Awards für Hypnogajas Coverversion des Liedes On the Radio von Donna Summer.
Im Jahr 2020 veröffentlichte er mit Hypnogaja das Lied Lovesick, welches das erste Lied nach neun Jahren Pause darstellt. ShyBoy ist Mitgründer des Komponistenkollektivs Warningfield, dem zudem Mark Nubar Donikian, Jim Guttridge und Sean Hosein angehören. Im Oktober 2020 erschien mit 1981 das erste Lied des Kollektivs.

### Solokarriere
ShyBoy startete seine Karriere als Solomusiker im Jahr 2012 und veröffentlichte sein erstes Album Water on Mars im Oktober des folgenden Jahres. Dieses wurde unter anderem von der Huffington Post wohlwollend rezipiert, während sich die Monterey County Weekly ebenfalls positiv zu seiner Musik äußerte.
Ein Jahr später folgte mit Lost in Space das zweite Soloalbum. Danach veröffentlichte er bis 2019 mehrere Singles und Coverstücke. Die 2019 veröffentlichte Remix-EP Backroom.

## Diskografie

### Solomusik
- 2013: Water on Mars (Album)
- 2014: Lost in Space (Album)
- 2014: Lonely Disco (EP)
- 2015: Daisy Pusher (EP)
- 2015: Zero Gravity (EP)
- 2015: The Murder Ballads (EP)
- 2019: Backroom (The Remixes) (EP)

### Zusammenarbeit (Auswahl)
- 2008: The Time Has Come und Shall Never Surrender mit Tetsuya Shibata für Devil May Cry 4
- 2012: ShyBoy presents The RuPaul Mixtape mit RuPaul
- 2013: Headspin (Eddie Amador feat DJ ShyBoy)
- 2021: ShyBoy presents The RuPaul Mixtape Vol. II mit RuPaul

### MashUp-Veröffentlichungen
- Misc Mashups (Songs gemischt mit: Bangles, Egyptian Lover, Jane’s Addiction, Beastie Boys, Beyoncé, Jay-Z, Claude Von Stroke, Stanton Warriors, Capelton, Rihanna, Missy, Opus III, Dirty Vegas, Larry Lee und Dexter)
- Private Blend (Songs gemischt mit: Missy, Laid Black, Khia, Peaches, Janet Jackson, Prince, Neneh Cherry, Pat Benatar, JJ Fad, Alanis Morissette, She Wants Revenge, Jackson 5, The Cure, AC/DC und Hypnogaja)
- Stop Me Before I Mash Again Part 1–4 (Songs gemischt mit: Marvin Gey, Dr. Dre, Erykah Badu, Gnarls Barkley, The Police, Rihanna [Part 1], Fugees, Michael Jackson, John Carpenter, Vincent Price, Rihanna, Prince, Remy Ma, Donna Summer, Amy Winehouse, Britney Spears, Whitney Houston [Part2], M.I.A., Blur, Book of Love, Garbage, Beyoncé, Jay-Z, Gnarls Barkley, Rihanna, Eurythmics, Kate Nash, Sinéad O’Connor, T.I., Coldplay [Part 3], Helloween, Blue Oyster Cult, Lionrock, Carrie, Blondie, Sam Sparro, Elton John, Kylie Minogue, The Killers, Outkast, AC/DC, Kelis, DJ Zinc, George Michael, 50 Cent, Kanye West, The Cure, Sheila E, Jody Watley und Michael Jackson [Part 4])
- Illegal Dancefloor (Songs gemischt mit: Beastie Boys, Doug E Fresh, Cypress Hill, Busta Rhymes, Eric B & Rakim, Digital Underground, Lil’ Kim, The Clipse, Kylie Minogue, Michael Jackson, M/A/R/R/S, Journey, Fergie, Ludacris, Sheila E, Nelly Furtado, Madonna, Hypnogaja und The Beatles)
- JUSTIN TIMESTRETCH – FutureMash/LoveBlends (Songs gemischt mit: Justin Timberlake, Nine Inch Nails, Right Said Fred, Donna Summer, Air, Tom Neville, Gnarls Barkley, Beastie Boys, Diana Ross, The White Stripes, Daft Punk, Snoop, Ace of Base, Beyoncé, Blur, Michael Jackson und Claude Von Strike)
- You Spin Me Upside Down (gemischt mit: Diana Ross und Dead or Alive)
- Rock LobStar (gemischt mit Shop Boys, N.E.R.D. und The B-52’s)
- Vanity Kane (gemischt mit: Danity Kane und Vanity 6)
- Toxic Rehab's Not Right (gemischt mit: Amy Winehouse, Britney Spears und Whitney Houston)
- Atomic Bombs over Baghdad (gemischt mit: Blondie und Outkast)
- Masterpiece Theater (Songs gemischt mit: Pharoah Monch, Justice, Amy Winehouse, Britney Spears, Whitney Houston, Justin Timberlake, LaTour, InDeep, Gnarls Barkley, Seal, Donna Summer, Tom Neville, Outkast, Blondie, Remy Ma, Danity Kane, Vanity 6, Diana Ross, Dead Or Alive, Bangles, Egyptian Lover, N.E.R.D., Shop Boys, The B-52's, Daft Pank, Blur, Garbage, MIA, Book of Love, Missy Elliot, Fedde Le Grand, Madonna, Hypnogaja und Eurythmics)